# Eben im Pongau
Eben im Pongau è un comune austriaco di 2 340 abitanti nel distretto di Sankt Johann im Pongau, nel Salisburghese. È stato istituito nel 1939 con la fusione dei comuni soppressi di Eben, Gasthofberg e Schattbach.